# 人面魚 THE DEVIL FISH
『人面魚 THE DEVIL FISH』（じんめんぎょ ざでびるふぃっしゅ、原題：人面魚：紅衣小女孩外傳、英題：The Tag-Along: The Devil Fish）は、2018年に公開された台湾のホラー映画。「紅い服の少女（原題：紅衣小女孩）」シリーズ第3作。第2作『紅い服の少女 第二章 真実』の前日譚で、外伝的な内容となっている。台湾では2018年度の年間興行成績第4位の大ヒットとなった。 
日本では2020年1月10日から「未体験ゾーンの映画たち2020」で上映された。

## ストーリー
古言にあるように、現在蘭潭（ランタン）と呼ばれる土地はかつて魔神に悩まされていた。だが武将の鄭成功が台湾に虎爺（フーイエ）を迎え入れ、魔神たちを倒し混乱を鎮める。
2007年、蘭潭の山中で富豪ホン・ウェンション達が釣った魚を焼いていると、不気味な声が聞こえ、魚の腹に人面が浮かび上がる。釣り仲間は殺され、ホンには邪悪な魔神が取り憑く。自宅に戻ったホンは妻と娘5人の頭部をビニール袋で覆い、絞殺する。
大坑（ダーケン）玄虎宮（シュアンフー）の霊媒師ジーチェンは、魔物に取り憑かれた青年の除霊をしていた。その姿をビデオカメラで撮影した小学生のジャハオと友達のブーちゃんは、300年以上前の1669年に虎爺が大魔神を倒したという話を聞く。そこへホンを連れたウー刑事がやって来て虎爺を出してほしいと依頼する。ジーチェンはホンに魔神が憑いていると見破り、明日の夜魔神を揚げると約束する。
ジャハオの母・ヤーフェイは、夫との離婚問題で精神を病み入院していたが、退院して自宅に戻ってきた。ジャハオは母を元気付けようと、台湾郷土民俗が主題のビデオコンテストで優勝することを誓い、魔神退治の撮影を試みる。
翌夜、ジーチェンは自身に虎爺を降臨させようとするが叶わず、ホンに首を絞められていたところを刑事と弟子達に助けられる。ジーチェンはホンが口から吐いた黒い煙を霊符の布で捕らえ、魚に乗り移らせて鍋で揚げる。ジャハオはゴミ捨て場に捨てられた魚の口から吐き出された稚魚を持ち帰り、水槽に入れて撮影することにする。
その後、ジーチェンの元にウー刑事が現れ、ホンが留置場から脱走したという。ホンの家を調べると風水が施されており、金運と共に霊魂を呼び込んでいた。事件の日、ホンの妻は警察に通報せず、なぜか風水師に電話していた。ジーチェン達は風水師マームーのひ孫・メイファから事情を聞き、出生図からもう一人苦難を抱えた男の子がいたことに気づく。ホンの家に戻ると供え物から隠し部屋を発見し、産婆からアディという奇病を患う息子がいたが、行方不明となっていることを聞く。
ヤーフェイは次第に病んでいき、恐ろしい化け物の幻覚を見るようになっていた。そんな中、ジャハオが夫や新しい恋人と一緒に映るビデオを見てしまい、夫達といた方が楽しいのかとジャハオに迫り口論となる。憔悴しきったヤーフェイはその夜、アディの悪霊に取り憑かれてしまう。
ジャハオは稚魚を拾ったことをジーチェンに告白し、母の除霊を依頼する。ジーチェンが除霊を開始すると、アディがホンに生き埋めにされる様子を霊視する。魔神がアディの怨念を利用してアディを悪霊に変えたのだ。ジーチェンはジャハオに護符を渡し、肌身離さず持ち歩くように言う。ジーチェンは解決の方法を探すため、弟子達と山に入りホンの死体を発見する。儀式を開始するとあたりに霧が立ち込め、一人また一人と魔神に取り憑かれ襲ってきた。虎爺が降臨しない状態では勝ち目がないため、一旦退却する。
一方、信賢（シンシェン）小学校の音楽科10周年記念発表会が始まり、ヤーフェイがシューベルトの「魔王」を弾くと、生徒達が次々に失神する。ジュンカイも気を失い、ヤーフェイは失踪してしまう。
ジーチェンは危険を感じ、同じく霊媒師の父・ロンに息子のジュンカイを預ける。ジーチェンはかつてがんで入院中の妻・メイリンが回復するように祈ったが虎爺は降臨せず、ジュンカイを産み死んでしまう。ロンから「邪念を捨てなければどれだけ拝んでも意味がない。神は正き者に宿り、邪悪な者から離れる」と諭される。
ジーチェンは助けを求めに来たジャハオと共に山に向かい、アディの死体を発見する。そこへ取り憑かれた弟子達が現れて二人を阻むが、ついにジーチェンに虎爺が降臨し、驚異的な力で弟子達をなぎ倒す。ジャハオは山中にヤーフェイを見つけ、何があっても一緒にいるから家に帰ろうと抱きしめ、ヤーフェイは浄化される。
ロンはお告げにより、300年前に虎爺に封じられた大魔神が積年の恨みを晴らすため、ジーチェンを利用して虎爺を山へ連れて来させたことを悟る。ジーチェンの元にメイリンが現れるが、これを偽物と見破り除霊する。その正体は悪霊となったアディで、ジーチェンは大魔神の力で吹き飛ばされ木に体を貫かれてしまう。時を同じくして、父の危機を察知したかのようにジュンカイにも虎爺が降臨する。
ついに実体化した大魔神が迫る中、ジーチェンはメイリンとの約束を思い出し、最後の力を振り絞って木を抜き、虎爺を降臨させる。そして神々しい虎爺の真の姿が発現し、大魔神を打ち倒して絶命する。
その後、ウー刑事達の捜索隊が入り、ヤーフェイとジャハオは救助されるが、ジーチェンは見つからなかった。ジャハオはジーチェンの虎爺の像をロンに届ける。ヤーフェイは精神が安定し、また昔のようにピアノを弾けるようになっていた。
2015年、二人のカップルがホンの家に忍び込み、彼氏が大坑山に登ろうと言う。

## キャスト
| 役名                         | 俳優                           |
| ---------------------------- | ------------------------------ |
| ファン・ヤーフェイ（黃雅惠） | ビビアン・スー（徐若瑄）       |
| リン・ジーチェン（林志成）   | チェン・レンシュオ（鄭人碩）   |
| ウー刑事（呉警官）           | チャン・シューウェイ（張書偉） |
| ジャハオ（周家豪）           | ウー・ズーシュエン（吳至璿）   |
| ロン（阿龍師）               | ロン・シャオホア（龍劭華）     |
| リン・ジュンカイ（林俊凱）   | チェン・シャオウェイ（陳少卉） |
| リン・メイファ（林美華）     | フランチェスカ・カオ（高慧君） |
| メイリン（美玲）             | ベル・シン（辛樂兒）           |
| ホン・ウェンション（洪文雄） | 蔡武雄                         |
| アディ（阿弟）               | 汪心玨                         |
| ヘイゴウ（徒弟黑狗）         | 呉宏修                         |
| ブーちゃん（胖迪）           | 闕銘佑                         |
| 林正義                       | 林正義                         |

## スタッフ
- 監督：デビッド・ジュアン（莊絢維）
- 製作：ハンク・チェン（曾瀚賢）
- 脚本：シー・ケン・チェン（簡士耕）、リン・ファン・スー（許菱芳）
- 撮影：チー・ウェン・チェン（陳麒文）
- 編集：シエ・モンルー（解孟儒）
- 美術指導：チュウ・ユーチー（朱玉頎）
- 視覚効果：チャールズ・リー（李昭樺）
- 音楽：ロッキード・リー（李銘杰）
- アクション指導：スコット・ハン（洪昰顥）
- ワイヤー・チーム指導：エディー・ツァイ（蔡家元）